# NGC 503
NGC 503 (również PGC 5086) – galaktyka eliptyczna (E-S0), znajdująca się w gwiazdozbiorze Ryb. Odkrył ją Heinrich Louis d’Arrest 13 sierpnia 1863 roku.